# U23-Weltmeisterschaften im Rudern 2018

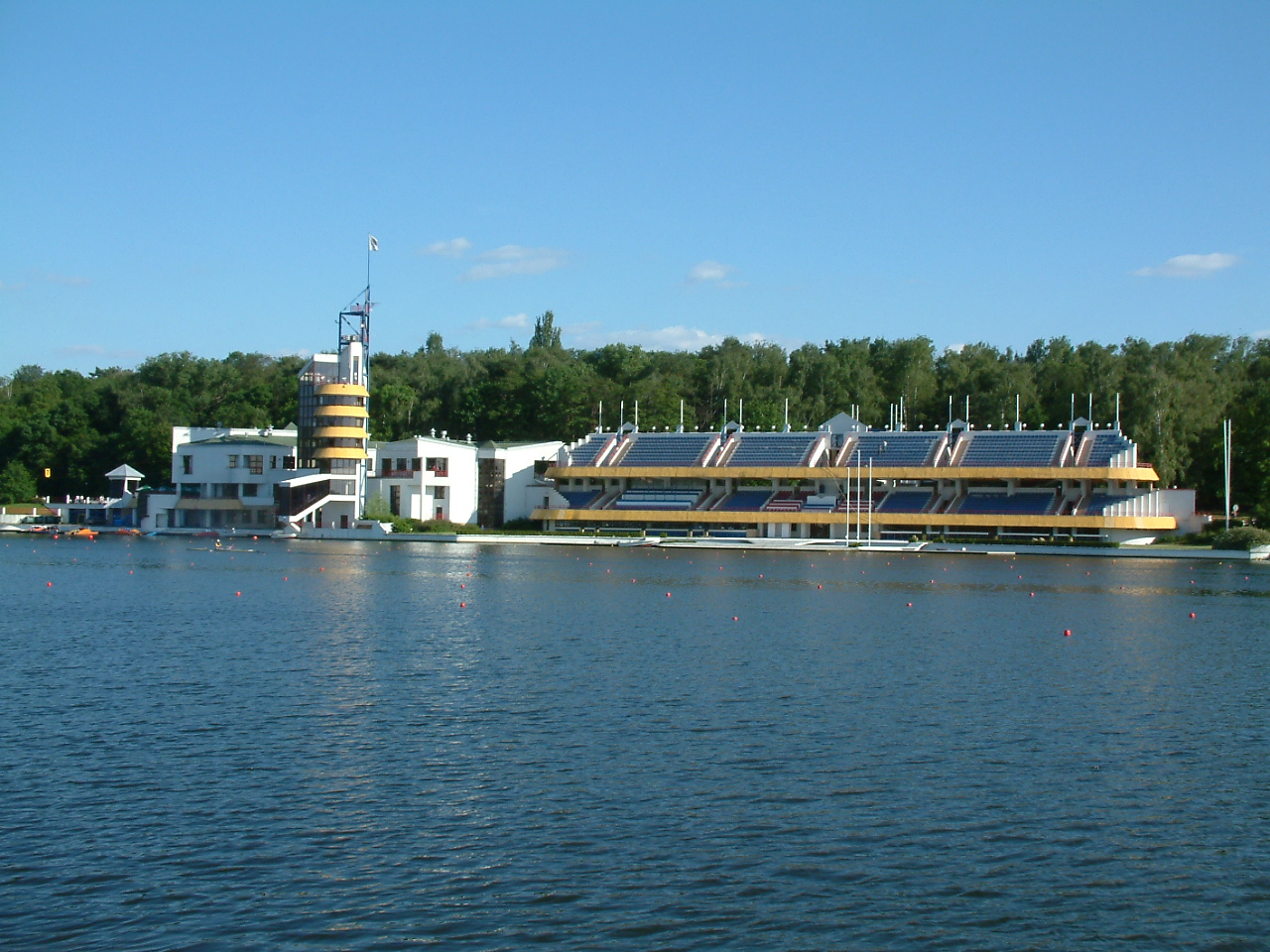
Maltasee

Die U23-Weltmeisterschaften im Rudern 2018 fanden vom 25. bis 29. Juli 2018 in Poznań in Polen statt.
Bei den Meisterschaften wurden 22 Wettbewerbe ausgetragen, davon jeweils elf für Männer und Frauen. Im Vergleich zu den Weltmeisterschaftsaustragungen der Vorjahre wurde das Programm stärker überarbeitet, so dass erstmals für Männer und Frauen gleich viele Wettbewerbe ausgetragen wurden. Die Änderungen sind im Zuge der Umstrukturierungen der olympischen Ruderwettbewerbe ab 2020 vorgenommen worden.
Teilnahmeberechtigt war eine Mannschaft je Wettbewerbsklasse aus allen Mitgliedsverbänden des Weltruderverbandes. Eine Qualifikationsregatta existierte nicht.

## Ergebnisse
Hier sind die Medaillengewinner aus den A-Finals aufgelistet. Diese waren mit sechs Booten besetzt, die sich über Vor- und Hoffnungsläufe sowie Viertel- und Halbfinals für das Finale qualifizieren mussten. Die Streckenlänge betrug in allen Läufen 2000 Meter.

### Männer
| Bootsklasse                                   | Gold | Gold    | Silber | Silber  | Bronze | Bronze  |
| --------------------------------------------- | --- | ------- | --- | ------- | --- | ------- |
| Einer (BM1x)                                  | Kanada Trevor Jones | 6:48,70 | Deutschland Marc Weber | 6:50,51 | Bulgarien Boris Yotov | 6:51,42 |
| Leichtgewichts-Einer (BLM1x)                  | Brasilien Uncas Batista | 6:51,27 | Frankreich Hugo Beurey | 6:54,10 | Australien Sean Murphy | 6:56,43 |
| Doppelzweier (BM2x)                           | Griechenland Ioannis Kalandaridis Christos Stergiakas | 6:13,13 | Niederlande Melvin Twellaar Luuk Adema | 6:14,18 | Polen Fabian Barański Mateusz Świętek | 6:14,53 |
| Leichtgewichts-Doppelzweier (BLM2x)           | Spanien Manel Balastegui Riguillo Rodrigo Conde Romero | 6:16,29 | Italien Alfonso Scalzone Gabriel Soares | 6:16,66 | Deutschland Jonathan Schreiber Julian Schneider | 6:17,87 |
| Doppelvierer (BM4x)                           | Vereinigtes Königreich Rowan Law Matthew Haywood Josh Armstrong Samuel Meijer                                                                               | 5:44,00 | Italien Riccardo Jansen Luca Chiumento Gergo Cziraki Ivan Capuano | 5:46,89 | Deutschland Henrik Runge Steven Hacker Anton Finger Johannes Lotz | 5:49,90 |
| Leichtgewichts-Doppelvierer (BLM4x)           | Italien Riccardo Italiano Niels Torre Lorenzo Fontana Neri Muccini                                                                                          | 6:10,13 | Irland Miles Taylor Niall Beggan Ryan Ballantine Andrew Goff | 6:11,45 | Vereinigte Staaten Samuel Melvin James Francis Chase Deitner Daniel Madden | 6:12,55 |
| Zweier ohne Steuermann (BM2-)                 | Südafrika Charles Brittain James Mitchell | 6:41,74 | Rumänien Dumitru-Alexandru Ciobica Florin-Sorin Lehaci | 6:42,53 | Italien Andrea Maestrale Raffele Giulivo | 6:48,23 |
| Leichtgewichts-Zweier ohne Steuermann (BLM2-) | Irland Shane Mulvaney David O’Malley | 6:54,48 | Griechenland Antonios Papakonstantinou Ioannis Marokos | 6:56,24 | Italien Giuseppe Di Mare Raffaele Serio | 7:00,07 |
| Vierer ohne Steuermann (BM4-)                 | Rumänien Mihăiță-Vasile Țigănescu Cosmin Pascari Ștefan-Constantin Berariu Ciprian Huc                                                                      | 5:50,61 | Vereinigtes Königreich David Ambler Samuel Nunn Charles Elwes Felix Drinkall                                                                                                  | 5:52,74 | Neuseeland Daniel Hunter Williamson Matthew MacDonald Thomas Mackintosh Thomas Russel | 5:52,81 |
| Vierer mit Steuermann (BM4+)                  | Vereinigte Staaten Peter Arata William Creedon Daniel Miklasevich Viggo Hoite Woods Connell (Stm.)                                                          | 6:22,32 | Neuseeland Angus McFarlane Edwin Laver Samuel Jones Benjamin Taylor Natalie Bocock (Stf.)                                                                                     | 6:24,25 | Italien Gustavo Ferrio Jacopo Frigerio Nunzio Di Colandrea Antonio Cascone Filippo Wiesenfeld (Stm.)                                                                                           | 6:25,26 |
| Achter (BM8+)                                 | Vereinigte Staaten Brennan Wertz Justin Best Christopher Carlson Arne Landboe Madison Molitor Samuel Halbert Michael Grady Andrew Gaard Rielly Milne (Stm.) | 5:22,48 | Vereinigtes Königreich Benjamin Freeman Harvey Kay David Bewicke-Copley Thomas Digby Leonard Jenkins Matthew Aldridge William Stewart Freddie Davidson Hugo Ramambason (Stm.) | 5:24,93 | Rumänien Alexandru Chioseaua Mugurel Vasile Semciuc Alexandru Matinca Constantin Radu Constantin Adam Sergiu-Vasile Bejan Gheorghe-Robert Dedu Alexandru-Cosmin Macovei Adrian Munteanu (Stm.) | 5:24,93 |

### Frauen
| Bootsklasse                                   | Gold | Gold    | Silber | Silber  | Bronze | Bronze  |
| --------------------------------------------- | --- | ------- | --- | ------- | --- | ------- |
| Einer (BW1x)                                  | Neuseeland Samantha Voss | 7:28,34 | Vereinigte Staaten Emily Kallfelz | 7:31,60 | Bulgarien Dessislawa Georgiewa | 7:36,17 |
| Leichtgewichts-Einer (BLW1x)                  | Vereinigtes Königreich Imogen Grant | 7:29,98 | Deutschland Vera Spanke | 7:34,95 | Italien Clara Guerra | 7:35,27 |
| Doppelzweier (BW2x)                           | Vereinigtes Königreich Charlotte Hodgkins-Byrne Anna Thornton                                                                                            | 6:47,03 | Deutschland Leonie Menzel Pia Greiten | 6:48,34 | Italien Valentina Iseppi Alessandra Montesano | 6:49,17 |
| Leichtgewichts-Doppelzweier (BLW2x)           | Italien Stefania Buttignon Silvia Crosio | 6:54,41 | Deutschland Katrin Volk Sophia Krause | 6:57,34 | Vereinigtes Königreich Susannah Duncan Danielle Semple                                                                                                 | 6:59,21 |
| Doppelvierer (BW4x)                           | Rumänien Elena Logofătu Georgiana Vasile Nicoleta Pașcanu Simona Geanina Radiș                                                                           | 6:40,97 | Niederlande Mieke Wilms Minke Holleboom Martine van den Boomgaard Bente Paulis                                                                      | 6:43,88 | Vereinigtes Königreich Kyra Edwards Zoe Adamson Saska Budgett Lucy Glover                                                                              | 6:45,68 |
| Leichtgewichts-Doppelvierer (BLW4x)           | Italien Giulia Mignemi Paola Piazzolla Allegra Francalacci Arianna Noseda                                                                                | 6:54,85 | Niederlande Marike Veldhuis Anna Verkuil Floor van Lieshout Martine Veldhuis                                                                        | 6:59,99 | Frankreich Lou Lamarque Loanne Guivarch Aurelie Morizot Marion Colard                                                                                  | 7:03,32 |
| Zweier ohne Steuerfrau (BW2-)                 | Vereinigte Staaten Regina Salmons Alina Hagstrom | 7:31,24 | Vereinigtes Königreich Heidi Long Hannah Scott | 7:33,68 | Chile Melita Abraham Antonia Abraham | 7:34,14 |
| Leichtgewichts-Zweier ohne Steuerfrau (BLW2-) | Vereinigte Staaten Sarah Maietta Caroline Obrien | 7:43,62 | Deutschland Janika Kölblin Marie-Christine Gerhardt                                                                                                 | 7:52,95 | Italien Maria Zerboni Bianca Laura Pelloni | 7:58,44 |
| Vierer ohne Steuerfrau (BW4-)                 | Russland Kira Juwtschenko Elisaweta Kornienko Anna Axenowa Walentina Plaxina                                                                             | 6:31,49 | Rumänien Madalina Heghes Amalia Bereș Mădălina-Gabriela Cașu Roxana Parascanu                                                                       | 6:34,22 | Volksrepublik China Liu Xueren Wang Zifeng Liu Xiaoxin Zhao Dongfang                                                                                   | 6:35,43 |
| Vierer mit Steuerfrau (BW4+)                  | Vereinigte Staaten Sarah Johanek Samantha Lamos Carlisle Wheeler Jennifer Mundelius Isabel Weiss (Stf.)                                                  | 7:02,60 | Italien Giovanna Schettino Claudia Destefani Benedetta Faravelli Laura Meriano Diletta Diverio (Stf.)                                               | 7:08,97 | Russland Marina Rubzowa Jelena Schapurowa Olga Saruba Weronika Woino Elisaweta Krylowa (Stf.)                                                          | 7:11,14 |
| Achter (BW8+)                                 | Kanada Isabel Ruby-Hill Ivy Elling Quaintance Kendra Wells Avalon Wasteneys Morgan Rosts Stephanie Grauer Madison Mailey Sydney Payne Laura Court (Stf.) | 6:04,61 | Niederlande Ilse Kolkman Hijleke Nauta Nika Vos Dieuwertje den Besten Eve Stewart Lisa Goossens Anne Eva Petersen Miriam Visser Eline Berger (Stf.) | 6:06,58 | Vereinigte Staaten Hadley Irwin Kaitlyn Kynast Claire Collins Liliane Lindsay Alison Rusher Marlee Blue Elise Beuke Brooke Pierson Leigh Warner (Stf.) | 6:08,04 |

## Medaillenspiegel
| Platz | Land                   | Gold | Silber | Bronze | Gesamt |
| ----- | ---------------------- | ---- | ------ | ------ | ------ |
| 1     | Vereinigte Staaten     | 5    | 1      | 2      | 8      |
| 2     | Italien                | 3    | 3      | 6      | 12     |
| 3     | Vereinigtes Königreich | 3    | 3      | 2      | 8      |
| 4     | Rumänien               | 2    | 2      | 1      | 5      |
| 5     | Kanada                 | 2    |        |        | 2      |
| 6     | Neuseeland             | 1    | 1      | 1      | 3      |
| 7     | Griechenland           | 1    | 1      |        | 2      |
| 7     | Irland                 | 1    | 1      |        | 2      |
| 9     | Russland               | 1    |        | 1      | 2      |
| 10    | Brasilien              | 1    |        |        | 1      |
| 10    | Spanien                | 1    |        |        | 1      |
| 10    | Südafrika              | 1    |        |        | 1      |
| 13    | Deutschland            |      | 5      | 2      | 7      |
| 14    | Niederlande            |      | 4      |        | 4      |
| 15    | Frankreich             |      | 1      | 1      | 2      |
| 16    | Bulgarien              |      |        | 2      | 2      |
| 17    | Australien             |      |        | 1      | 1      |
| 17    | Chile                  |      |        | 1      | 1      |
| 17    | Volksrepublik China    |      |        | 1      | 1      |
| 17    | Polen                  |      |        | 1      | 1      |
| Summe | Summe                  | 22   | 22     | 22     | 66     |